# São Benedito do Rio Preto
São Benedito do Rio Preto es un municipio brasilero del estado del Maranhão. Su población estimada en 2004 era de 17.153 habitantes.

## Historia
Los primeros habitantes de este municipio fueron las familias de José Rodrigues de Mesquita y de Rufino Alves da Silva, dueños de molinos y comerciantes que se establecieron en esta región alrededor de 1874. Estas familias fundaron la Villa de São Benedito que era parte en la época del municipio de Vargem Gran, hasta que en 1949, a través de la ley 156 del 21 de octubre de 1948, crea el municipio del Curuzu.